# Sous-salicylate de bismuth
Le sous-salicylate de bismuth, de formule chimique C7H5BiO4, est un médicament utilisé pour traiter les malaises du tractus gastro-intestinal et les nausées. Il s'agit de l'ingrédient actif de médicaments en vente libre tel le Pepto-Bismol.